# Wolfgang Klemperer
Wolfgang Benjamin Klemperer (18 de enero de 1893 - 25 de marzo de 1965) fue un ingeniero aeronáutico alemán de origen familiar austríaco. Pionero de la aviación en su juventud, completó una larga carrera como desarrollador de todo tipo de aeronaves (desde planeadores, globos aerostáticos y zepelines, hasta misiles guiados) y de equipos de vuelo, primero en su Alemania natal y a partir de 1924 en los Estados Unidos, donde trabajó para la Douglas Aircraft Corporation. 
También es conocido por su estudio sobre las Propiedades de Configuraciones en roseta de Cuerpos Gravitacionales en Equilibrio Homográfico, que llevan su nombre como rosetas de Klemperer.

## Años europeos
Klemperer nació en Dresde, Alemania. Era hijo de los ciudadanos austríacos León y Charlotte Klemperer. Se crio en su ciudad natal, donde asistió a la escuela. Después de graduarse de la escuela primaria, se matriculó en el Instituto de Tecnología de Dresde. Cuando estalló la Primera Guerra Mundial en 1914, siendo de nacionalidad austríaca, sirvió en la Fuerza Aérea de Austria. Tras el final de la guerra en 1918, continuó sus estudios en la Universidad Técnica de Dresde y se graduó allí en 1920 como ingeniero.
En 1920 se unió al Instituto de Aerodinámica de Aquisgrán como asistente del profesor Theodore von Kármán, quien tras la Segunda Guerra Mundial se convertiría en el fundador del Laboratorio de Propulsión a Reacción (JPL) en los Estados Unidos. También trabajó desde 1922 hasta 1924 para Hugo Junkers en su planta de fabricación de planeadores Aachener Segelflugzeugbau de Aquisgrán.
De 1922 a 1924 permaneció en los talleres del fabricante alemán de dirigibles Zeppelin de Friedrichshafen, como jefe de investigación. Aquí estuvo involucrado en el desarrollo de estas aeronaves y fue capaz de reunir un equipo de investigación sobre experimentos en un túnel de viento sobre cargas aéreas y momentos actuando sobre aeronaves en vuelo curvo y cuando estaban amarradas, lo que formó la base de su tesis de doctorado.
En 1924 obtuvo su doctorado en ingeniería en la Universidad Técnica de Aquisgrán.

## La vida en los Estados Unidos
Ese mismo año de 1924, Klemperer emigró a los Estados Unidos, donde se incorporó a la "Goodyear-Zeppelin Corporation" en Akron, Ohio. La empresa Zeppelin Airship, de Friedrichshafen, tenía por entonces una participación del 66% en esta compañía.
Aquí Klemperer estuvo involucrado en el diseño para la Marina de los EE. UU. de dos grandes zepelines, el USS Akron y el USS Macon. En fotografías de la fase de producción se puede ver que se usó la misma tecnología de bastidor rígido empleada en los Zeppelin construidos en Alemania, que representaban el estado del arte más evolucionado de estas enormes aeronaves de la época. En 1928, la Marina de los EE. UU. encargó las aeronaves con un valor contractual total de 8 millones de dólares a la Goodyear-Zeppelin Corporation.
Desde 1917, Goodyear Zeppelin también era fabricante de globos, por lo que Klemperer se involucró con el Stratospheric Research Project del Ejército de los Estados Unidos, iniciado en 1934-1935 con el lanzamiento de globos de gran altitud para investigar la atmósfera superior.
A partir de 1936, Klemperer trabajó para la Douglas Aircraft Company, de Santa Mónica, California, para desarrollar una cabina de presión para aeronaves civiles, aplicada por primera vez en el DC-6. Fue cedido temporalmente por la Corporación Goodyear-Zeppelin para este proyecto, que duró hasta 1939.
Durante los años de la Segunda Guerra Mundial se dedicó al desarrollo de instrumentación óptica y equipación de vuelo como jefe de un grupo de investigación. Su talento especial para el diseño de instrumentos dio como resultado el desarrollo de una cámara de cine de gran ángulo de visión y alta velocidad, computadoras analógicas, equipos para procesamiento de datos y simuladores de vuelo. Con el tiempo, su departamento en Douglas Aircraft Corp. pasó a ser la división de misiles guiados, y se convirtió en uno de los científicos de misiles más importantes de los EE. UU. Algunos de los proyectos que supervisó dieron como resultado los programas de misiles Nike, Sparrow, Honest John y Thor.
En 1958 se convirtió en director de la sección de investigación de misiles guiados, asistente personal del vicepresidente y director de desarrollo de productos.
Su don para el análisis teórico lo llevó en años posteriores al dominio de la navegación espacial, donde junto con sus colegas realizó valiosas contribuciones. Su trabajo en la navegación orbital le llevó a observar las propiedades de los cuerpos orbitales y, en última instancia, a sus ideas sobre las rosetas de Klemperer.
El Dr. W. B. Klemperer permaneció en Douglas Aircraft Corporation hasta el final de su vida en 1965.

## Pionero aeronáutico
En 1912, mientras todavía estaba en la escuela, con solo 19 años, comenzó a desarrollar y construir su primer avión autopropulsado, impulsado por un motor radial de 55 CV. Este avión entró en servicio en 1914 en la ciudad de Altchemnitz aunque fue rápidamente olvidado debido al estallido de la Primera Guerra Mundial (1914-1918). Durante esta guerra sirvió en la Fuerza Aérea Austríaca, donde pudo adquirir una vasta experiencia en vuelo y obtuvo su licencia de piloto de la FAI (No 2702 Austria).
Después de la guerra, debido a las restricciones impuestas por el Tratado de Versalles, a Alemania se le prohibió desarrollar y construir aviones motorizados. En consecuencia, el Instituto de Aerodinámica de Aachen tuvo que concentrarse en el vuelo sin motor y, por lo tanto, en planeadores. Para poder volar y así probar las teorías y observar su viabilidad, algunos ávidos estudiantes entusiastas del vuelo fundaron en 1920, con Klemperer a la cabeza, el Academic Gliding Club, que todavía existe en la actualidad. Klemperer también estaba trabajando para Junkers Aachener Segelflugzeugbau, un fabricante de planeadores, que utilizó los resultados obtenidos en la investigación académica en sus diseños. El resultado de los esfuerzos fue un planeador basado en un diseño de avión monoplano de ala baja de Junkers con alas de avión llamado "Schwatze-Duvel" ("Diablo Negro" en el dialecto de Aquisgrán). Klemperer, participó en el concurso de Rhön-Rossitten Gesellschaft con este planeador, anotando un récord de distancia en su primera asistencia en 1920, con un vuelo de 2.2 km. Al año siguiente, en 1921, con un diseño mejorado llamado "Blaue Maus", superó el tiempo de vuelo hasta alcanzar 13 min, superando el registro de duración anterior de 9 min establecido por Orville Wright. Como consecuencia, se le otorgó su certificado de planeo, emitido por la Asociación de Modelos Alemanes y Clubes de Vuelo de Altura, con el número de serie 1, siendo el primer certificado de  planeo jamás emitido en todo el mundo.
Después de emigrar a los Estados Unidos en 1924, continuó con su pasión por el vuelo sin motor. Poco después de su llegada a los Estados Unidos, fundó un grupo de planeadores. Realizó su primer vuelo de larga distancia en el primer planeador de alto rendimiento jamás construido en los Estados Unidos.
Desde la fundación de la Soaring Society of America, Klemperer fue durante muchos años su director y vicepresidente honorario. Presidente de la Southern California South Soaring Association, posteriormente ocupó el cargo de presidente honorario. Como ingeniero jefe de planificación y operaciones del Proyecto Sierra Wave, realizó investigaciones fundamentales sobre los fenómenos de ondas estacionarias.

## Proyectos científicos
La siguiente lista muestra una relación de algunos de sus principales proyectos científicos y de sus colaboraciones.
| Año                                       | Colaboradores | Proyecto                                                | Objetivo                                                    | Cometido de Klemperer                         |
| ----------------------------------------- | --- | ------------------------------------------------------- | ----------------------------------------------------------- | --------------------------------------------- |
| 1934-1935                                 | National Geographic – U.S. Army Air Corps | Experimentos con globos estratosféricos                 |                                                             |                                               |
| Invierno de 1951-1952 y primavera de 1955 | U.S. Air Force, Southern California Soaring Society, Air Force Cambridge Research Center, y Meteorology Department at the University of California en Los Ángeles (UCLA) | Sierra Wave Project                                     | Investigación sobre fenómenos ligados a ondas estacionarias | Ingeniero Jefe de Planificación y Operaciones |
| 1963                                      | National Geographic Society – Douglas Aircraft Corporation | APEQS – Fotografía aérea de un eclipse de Sol en reposo | Astronomía aérea durante un eclipse solar                   | Director Científico                           |

## Publicaciones
- En su carrera publicó regularmente (a menudo con su nombre abreviado como W. B. Klemperer) en revistas científicas sobre aerodinámica, vuelo espacial y navegación, así como planeadores.
- En 1962 publicó su obra sobre la roseta Klemperer.[13]